# Escut de Massoteres
L'escut oficial de Massoteres té el següent blasonament:
Escut caironat: d'argent, una salamandra de sable tacada d'or, lampassada de gules, dins el seu braser d'or i de gules. Per timbre una corona mural de poble.
Va ser aprovat el 28 de setembre del 1984 i publicat en el DOGC el 16 de novembre del mateix any amb el número 486.
Les armes mostren tradicionalment una salamandra heràldica, cremant dins el seu braser sense arribar a consumir-se mai (pot ser una al·lusió a sant Salvador, el patró del poble). Massoteres va pertànyer al castell de Talteüll, del comtat d'Urgell.